# Małgorzata Karpińska
Małgorzata Hanna Karpińska (ur. 16 grudnia 1955 w Warszawie) – polski historyk, profesor nauk humanistycznych, profesor nadzwyczajny Uniwersytetu Warszawskiego, badaczka historii społecznej przełomu wieków XVIII i XIX. W kadencji 2012–2016 zastępca dyrektora Instytutu Historycznego Uniwersytetu Warszawskiego. W latach 2016–2020 dziekan Wydziału Historycznego Uniwersytetu Warszawskiego.
Od 2020 dziekan Wydziału Nauk o Kulturze i Sztuce Uniwersytetu Warszawskiego. 

## Życiorys
W 1978 obroniła na Uniwersytecie Warszawskim pracę magisterską napisaną pod kierunkiem prof. dra hab. Andrzeja Zahorskiego, za którą w 1979 otrzymała I nagrodę w ogólnopolskim konkursie im. prof. Stanisława Herbsta. Pracę doktorską pt. Przestępcy kryminalni w Warszawie 1815–1830 (promotor A. Zahorski) obroniła na Uniwersytecie Warszawskim w 1988. W 2008 uzyskała na tym samym uniwersytecie habilitację na podstawie pracy Nie ma Mikołaja. Starania o kształt sejmu w powstaniu listopadowym 1830–1831.
Od 1978 zatrudniona jest w Instytucie Historycznym Uniwersytetu Warszawskiego (IH UW) kolejno jako stażystka, asystentka, adiunkt, a od 2012 profesor UW.
Od 2004 przewodniczy komitetowi redakcyjnemu serii Klasycy Historiografii Warszawskiej. Od 2005 jest członkiem Rady Programowej Szkoły Języków Obcych przy UW; od 2009 pełni funkcję koordynatora naukowego Podyplomowego Studium Varsavianistycznego przy IH UW; od 2013 jest członkiem Redakcji "Przeglądu Historycznego".
Od 2012 do 2016 roku pełniła funkcję zastępcy dyrektora Instytutu Historycznego Uniwersytetu Warszawskiego. Od 2013 jest członkiem rady redakcyjnej „Rocznika Warszawskiego” oraz kierownikiem Zakładu Historii XIX w. w IH UW (2013–2020). 
Od 2016 do 2020 roku była dziekanem Wydziału Historycznego Uniwersytetu Warszawskiego.
Od 2020 dziekan Wydziału Nauk o Kulturze i Sztuce Uniwersytetu Warszawskiego. 
Została wybrana na członka Komitetu Nauk Historycznych PAN na kadencję 2020–2023.
Za książkę Nie ma Mikołaja! Starania o kształt sejmu w powstaniu listopadowym naukowej 1830–1831 została wyróżniona przez Porozumienie Wydawców Książki Historycznej Nagrodą KLIO I stopnia w kategorii monografii naukowej.

## Zainteresowania badawcze
Zainteresowania badawcze Małgorzaty Karpińskiej koncentrują się wokół historii społecznej i mentalności w XIX w. oraz dziejów parlamentaryzmu, a także Warszawy na przełomie XVIII i XIX w.